# Elizabeth Goudge
Elizabeth Goudge, född 24 april 1900 i Wells, Somerset, död 1 april 1984 i Rotherfield Peppard, Oxfordshire, var en brittisk författare av romaner, noveller och barnböcker. 
Goudge föddes i Wells som dotter till en präst. Under uppväxten flyttade familjen ett flertal gånger då fadern fick nya tjänster bland annat då han tillträdde som professor i religion på Oxfords universitet. 
Goudge belönades med en Carnegie Medal för boken Den lilla vita hästen, boken som J.K. Rowling, författare till böckerna om Harry Potter hade som favoritbok som barn. Boken Gröna delfiners gata skrevs 1944 och filmatiserades även. Filmen vann en Oscar för Bästa specialeffekter 1948.